# Заречье (Вологда)
Заречье — исторически сложившаяся часть города Вологды, расположенная на левом берегу одноимённой реки.

## История
Известно, что в XVII веке на территории Заречья уже были отдельные деревянные строения. Однако Заречье относят к наиболее поздним сложившимся историческим районам Вологды. В XVII веке Заречье делилось на 5 частей: Никольская Владычная слобода, левый берег реки Вологды от церкви Дмитрия Прилуцкого до Леонтьевского ручья, Калашная улица (совр. улица Гоголя), Кирилловская слобода за Леонтьевским ручьем и Дюдикова пустынь. Также на левом берегу реки Вологды находилось село Фрязиново.
В XVIII веке была освоена территория между набережной и Калашной улицей, а затем и территория севернее её. В XIX—XX веках территория Заречья была ограничена по линии современных улиц: на севере — улицей Лаврова, на востоке — улицей Чернышевского, на востоке и юго-востоке — улицами Некрасова и Горького.
1 августа 1920 года пожар в Заречье уничтожил более 300 деревянных строений, уничтожив несколько кварталов от Фрязинова через улицы Самойло до улицы Некрасова. В 1928 году в Заречье, во Фрязинове на базе мастерской по починке сельскохозяйственного инвентаря «Красный пахарь» было воздвигнуто одно из первых крупных промышленных предприятий города — завод «Северный коммунар». В 1931—1932 гг. в Заречье был построен Судоремонтный завод.
Территория Заречья с 1937 года расширяется за счет индивидуального строительства в новых кварталах, примыкающих к улице Заболотной (совр. улица Карла Маркса). В 1962 году жителями района был заложен парк Ветеранов.
В настоящее время к Заречью относят всю территорию города, находящуюся на левом берегу реки Вологды.

## Достопримечательности
- Церковь Сретения
- Церковь Дмитрия Прилуцкого на Наволоке
- Георгиевские церкви на Наволоке
- Скулябинская богадельня

## Транспорт
Заречье с правобережной частью Вологды связывает 3 моста: Октябрьский, Красный (пешеходный) и 800-летия. Основные магистрали района — улица Чернышевского, улица Горького и улица Северная вместе с улицей Прокатова.